# Бачумово
Бачу́мово (рос. Бачумово) — присілок у складі Ярського району Удмуртії, Росія.
В присілку діє середня школа, дитячий садочок, фельдшерсько-акушерський пункт.

## Населення
Населення — 319 осіб (2010, 386 у 2002).
Національний склад станом на 2002 рік:
- удмурти — 76 %